# Тер'єр

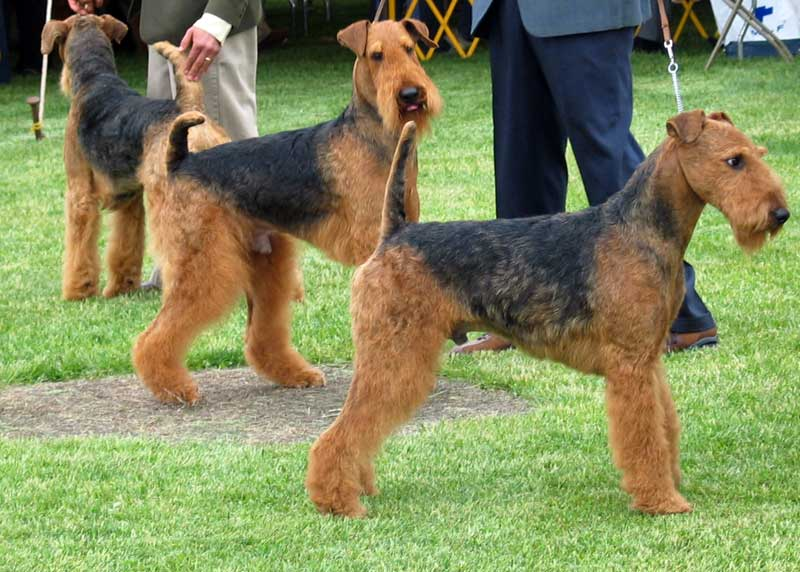
Ердельтер'єр — найбільший з тер'єрів

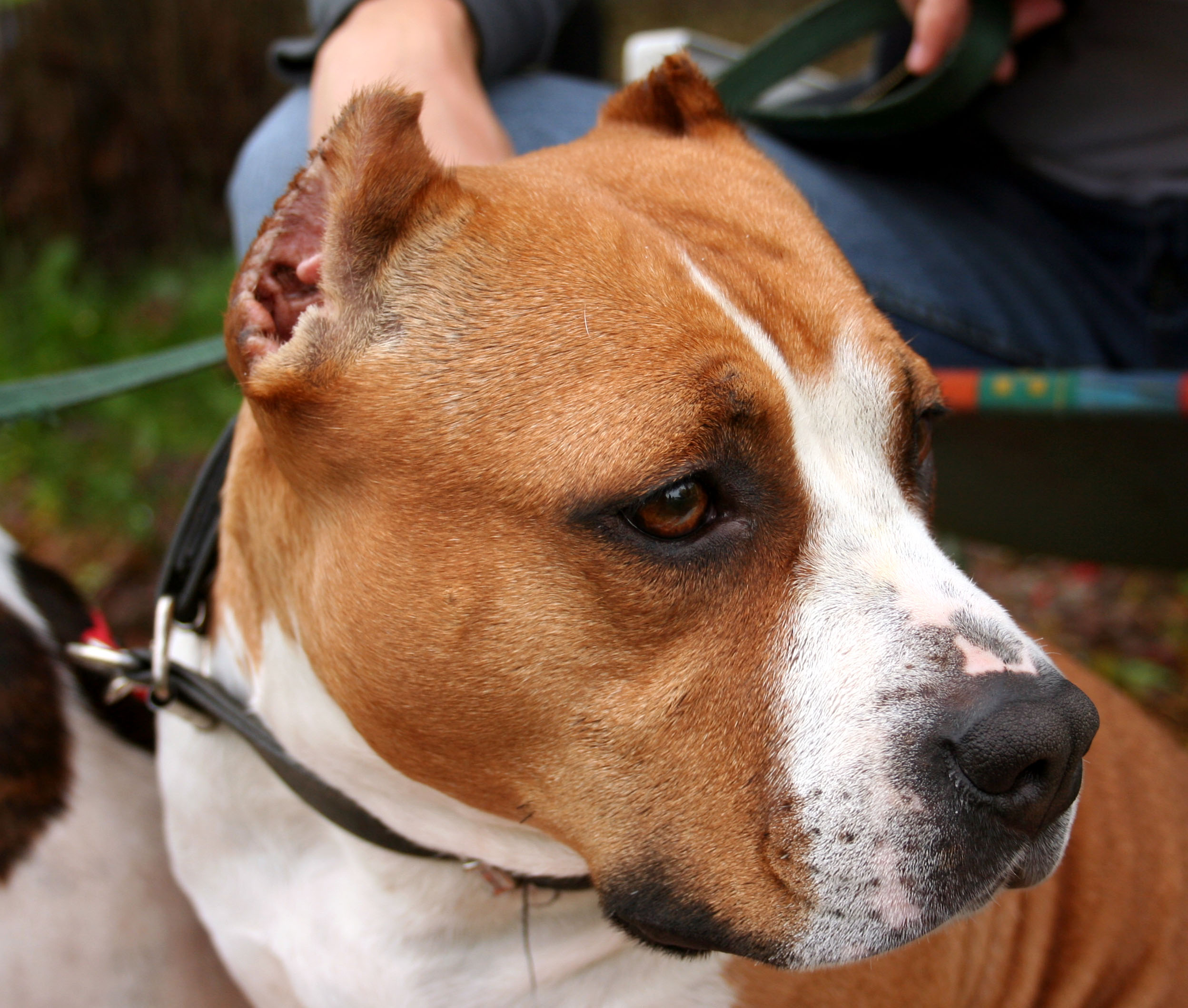
Американський стаффордширський тер'єр з купійованими вухами.

Тер'єр (англ. та фр. terrier, походить від лат. terra — земля) — собака однієї з багатьох порід собак, що належить до групи порід тер'єр. Типова більшість тер'єрів невеликі, дуже гнучкі, активні та безстрашні собаки. Породи тер'єрів дуже варіюють у розмірах, від 2 до >35 кілограмів, та часто характеризуються за розмірами чи функціями, які виконують. Виділяють п'ять груп, кожна з яких має декілька різних порід.
Першочерговим було призначення тер'єрів полювати на норкового звіра та боротьба з гризунами. Однак сучасні тер'єри (близько 30 порід) використовуються також як службові (наприклад, Американський стаффордширський тер'єр, Ердельтер'єр), собаки мисливських порід (фокстер'єр, скайський тер'єр) та декоративні (той тер'єр).

## Зовнішній вигляд
Тер'єри сильно відрізняються за зовнішнім виглядом, від дуже малих, легких та гладко-шерстних собак, таких як тойтер'єр, що важить 2,7 кг, до найбільших, вкритих грубою шерстю ердельтер'єрів, що можуть важити до 35 кілограмів та більше.

## Породи групи тер'єрів

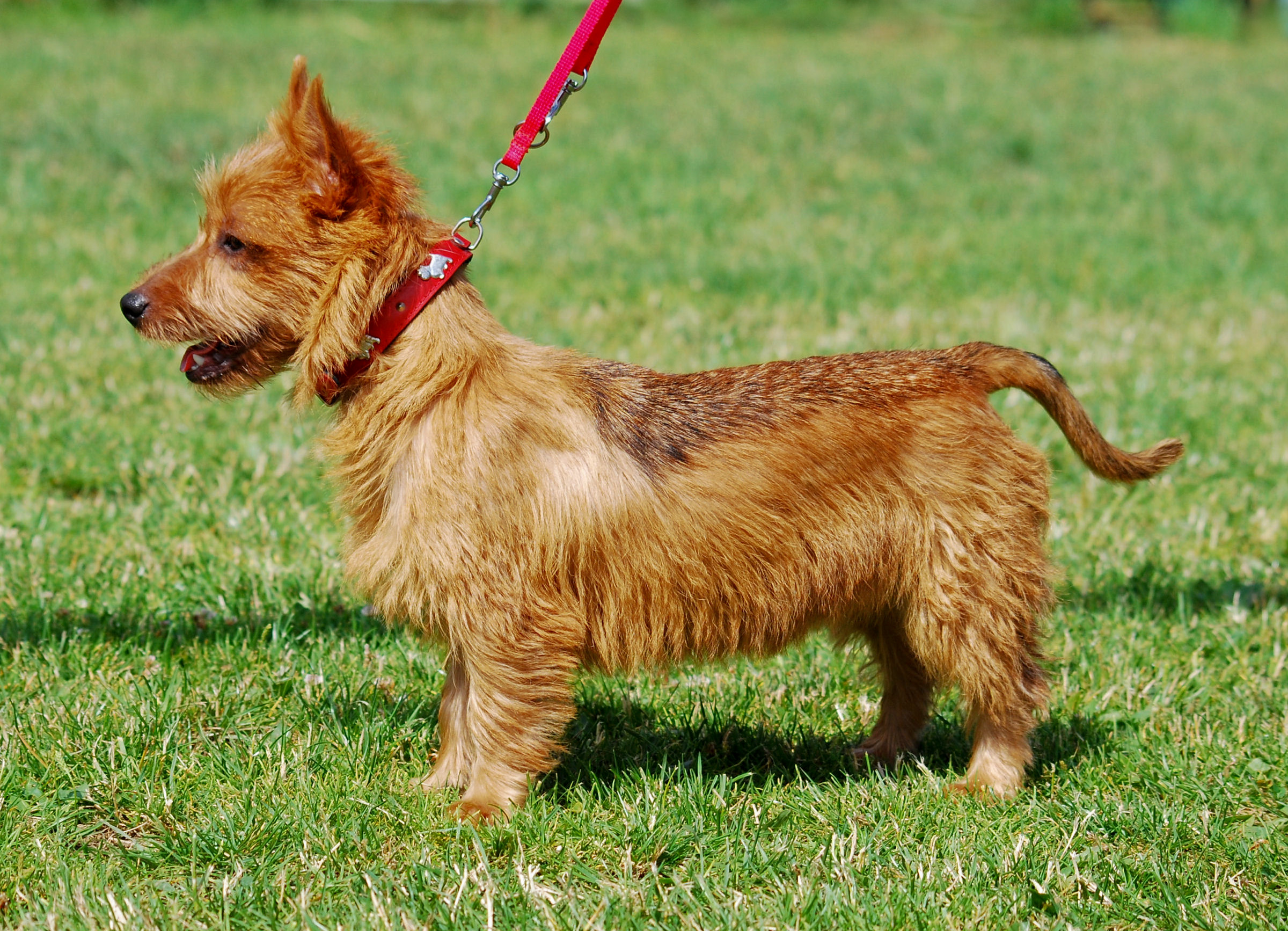
Австралійський тер'єр
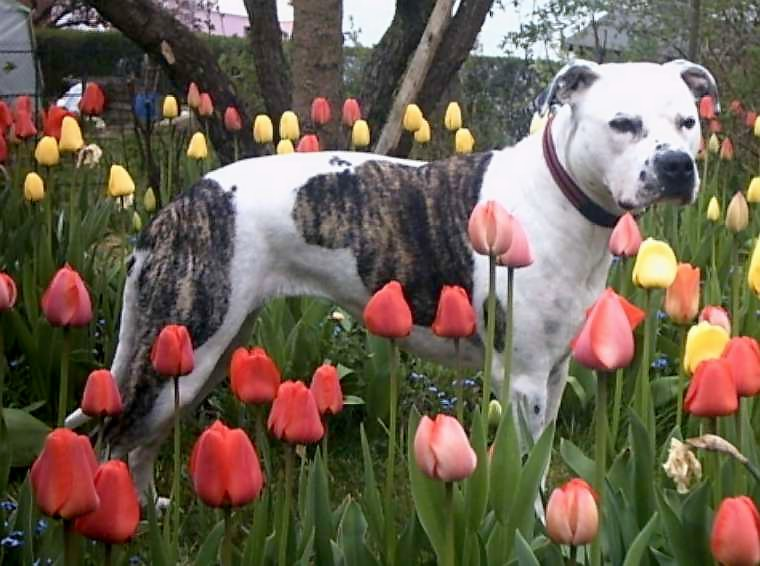
Австралійський шовковистий тер'єр[en]
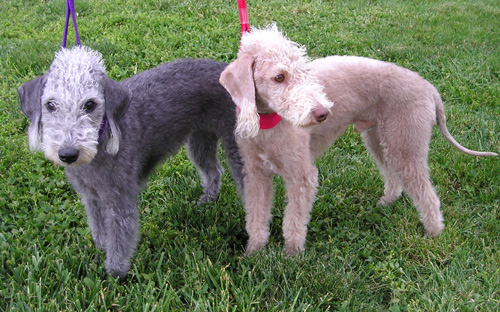
Американський голий тер'єр[ru]
- Американський пітбультер'єр
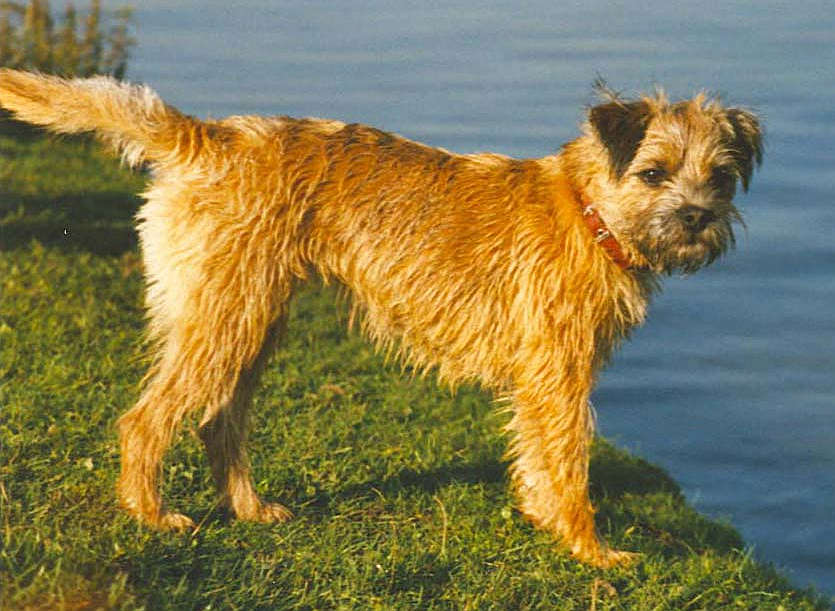
Американський стаффордшир-тер'єр
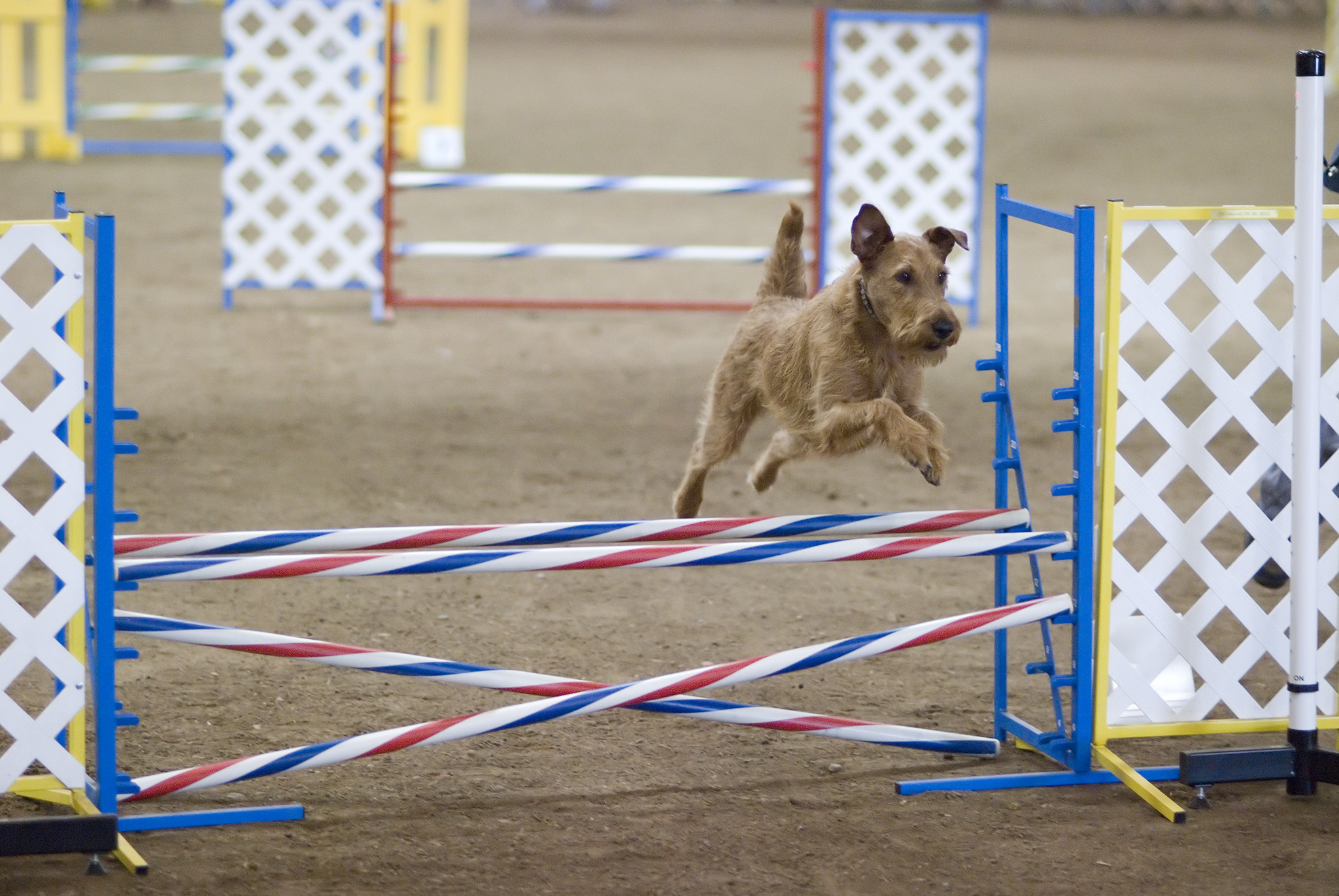
Американський той-фокс-тер'єр
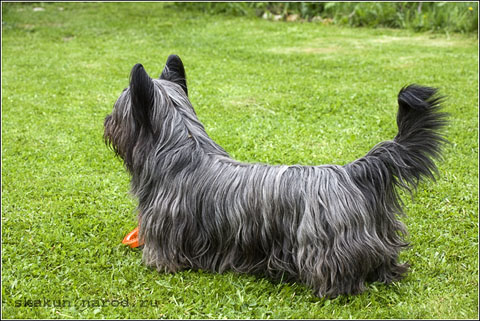
Бедлінгтон-тер'єр
- Бордер-тер'єр
- Бостон-тер'єр
- Бультер'єр
- Вельш-тер'єр[en]
- Вест-хайленд-вайт-тер'єр
- Глен оф Імаал тер'єр[en]
- Денді-дінмонт-тер’єр
- Джек-рассел-тер'єр
- Ірландський мякошерстий пшеничний тер'єр[en]
- Ірландський тер'єр
- Йоркшир-тер'єр
- Керрі блю тер'єр
- Керн тер'єр
- Лейкленд-тер'єр[en]
- Манчестер-тер'єр[en]
- Мініатюрний бультер'єр
- Німецький ягдтер'єр
- Норфолк-тер'єр[en]
- Норвіч-тер'єр
- Парсон-рассел-тер'єр[en]
- Паттердейл-тер'єр[ru]
- Сіліхем-тер'єр[en]
- Скайтер'єр
- Стаффордширський бультер'єр
- Тибетський тер'єр
- Фокс тер'єр
- Чеський тер'єр[en]
- Шотландський тер'єр
- Ердель-тер'єр
- Японський тер'єр

- Австралійський тер'єр
- Американський стаффордшир-тер'єр
- Бедлінгтон-тер'єр
- Бордер-тер'єр
- Ірландський тер'єр
- Скайтер'єр